# Bahnstrecke Sainte-Pazanne–Pornic
| Sainte-Pazanne–Pornic | Sainte-Pazanne–Pornic |
| --------------------- | --------------------- |
| Streckenlänge:        | 29,719 km             |
| Spurweite:            | 1435 mm (Normalspur)  |
|                       |                       |

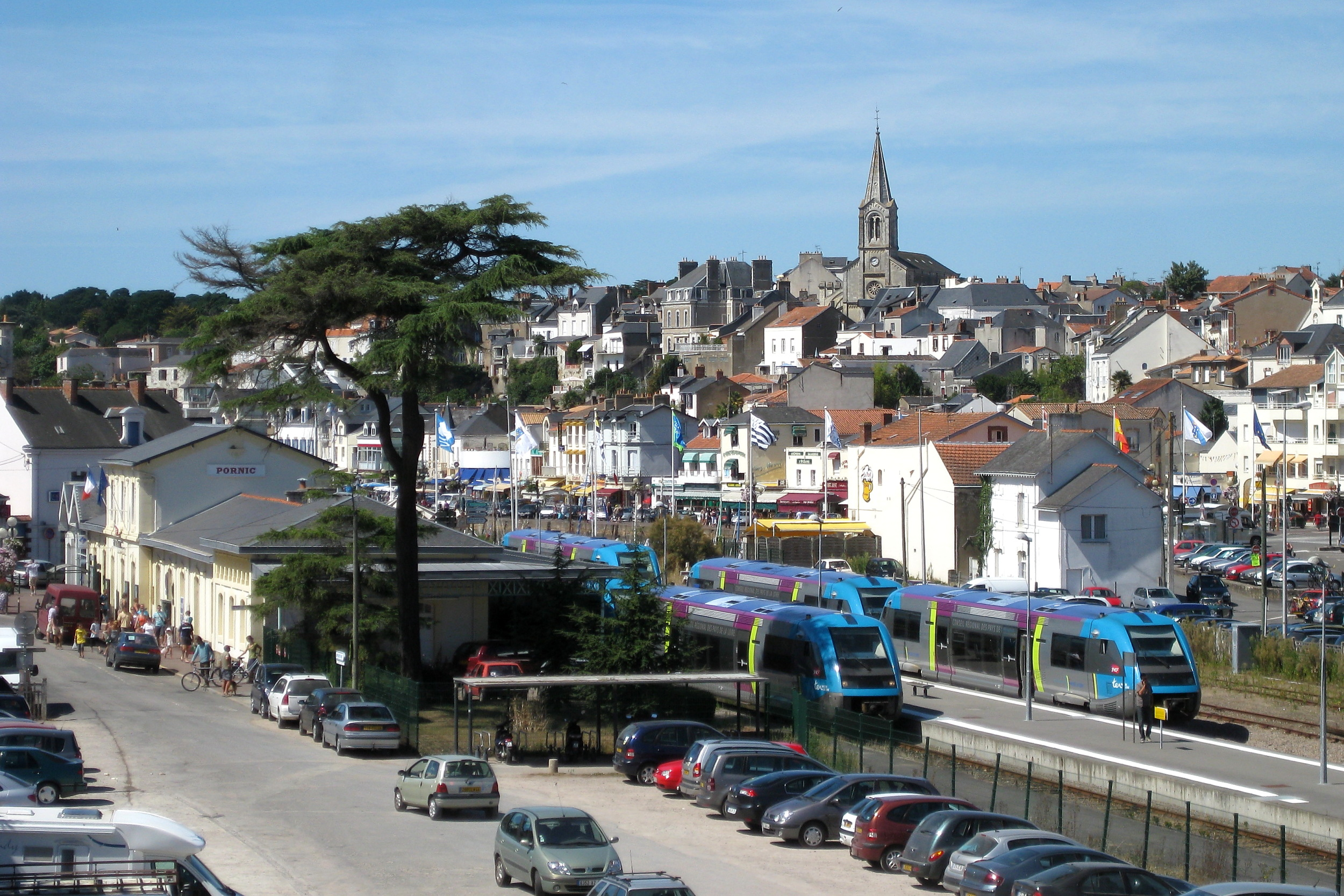
Dieseltriebwagen im Bahnhof Pornic

Die Bahnstrecke Sainte-Pazanne–Pornic ist eine 29,719 km lange, nicht elektrifizierte Regionalbahnstrecke im französischen Departement Loire-Atlantique. Sie zweigt bei Sainte-Pazanne von der Bahnstrecke Nantes–Saint-Gilles-Croix-de-Vie ab und verbindet sie mit dem Hafen- und Badeort Pornic.

## Geschichte
Die Strecke wurde am 11. September 1875 durch die Compagnie des chemins des fer nantais (CFN) eröffnet und nach finanziellen Schwierigkeiten der Gesellschaft im Mai 1878 verstaatlicht. Von 1940 bis Kriegsende war der Betrieb eingestellt. Im September 1970 wurde der Winterbetrieb eingestellt und erst ab 1. Oktober 2001 wieder ganzjährig aufgenommen. 2010 wurden die Signalanlagen modernisiert. Wegen des schlechten Gesamtzustands wurde die Höchstgeschwindigkeit im November 2013 von 80 auf 60 km/h herabgesetzt. Durch Erneuerung der Gleise konnte die Geschwindigkeit 2015 auf 140 km/h erhöht werden.